# Bukhavn
Bukhavn (tysk: Buckhagen) er et gods i den nordtyske delstat Slesvig-Holsten, beliggende ved Rabøl i det østlige Angel i Sydslesvig. Godset ligger ikke langt fra Slien (Vormshoved Nor) og har hentet sit navn fra en tidligere landsby. En skov nær ved gården hedder endnu Bysted. I 1339 pantsatte kong Valdemar 3. (som hertug Valdemar 5.) Bukhavn med dele af Geltingskov og øen Gath (Ø) til ridder Sehested. Hovedbygningen er fra omtrent 1680. Godset ejedes fra 1339 til 1482 af Sehested-slægten. Senere kom Ahlefeldt-slægten i besiddelse af godset, og man oprettede det nuværede godshus .
Under godset hørte også mindre gårde og bebyggelser i omegnen såsom Holm, Knorløk (Knorrlück), Raaland (Radeland), Søndermark (Süderfeld), Skilleled (Scheideheck), Hovled (Hauheck) og landsbyen Svakketorp (Schwackendorf), nu del af kommunerne Hasselbjerg og Rabøl.